# Fruit, schelpdieren en insecten
Fruit, schelpdieren en insecten (Frans: Fruits, coquillages et insectes) is een stilleven van Balthasar van der Ast uit 1623. Sinds 1977 maakt het deel uit van de collectie van het Museum voor Schone Kunsten in Rijsel.
In de Gemäldegalerie in Berlijn bevindt zich een nagenoeg identiek werk. Dit schilderij is ook gesigneerd, maar zonder jaartal. Op basis van de gelijkenis wordt het ook rond 1623 gedateerd.

## Voorstelling
Van der Ast was de zoon van een rijke koopman uit Middelburg. Toen zijn vader in 1609 overleed, werd hij opgenomen in het gezin van de schilder Ambrosius Bosschaert, die met zijn zus was getrouwd. Bosschaert werd niet alleen zijn pleegvader, maar ook zijn leermeester. In 1615 verhuisde Van der Ast met het gezin naar Bergen op Zoom en een jaar later naar Utrecht. In die stad werd hij lid van het Sint-Lucasgilde en leerde hij Roelant Savery kennen. Deze schilder, die net was teruggekeerd van een lange tijd aan het hof van Rudolf II in Praag, heeft enkele geslaagde stillevens met bloemen en insecten gemaakt. Aan hem ontleende Van der Ast de hagedis en de signatuur op de stenen rand die op Fruit, schelpdieren en insecten te zien zijn. 
Het schilderij is kenmerkend voor de Utrechtse periode van de kunstenaar door de elegantie van de compositie die wemelt van details, de glinsterende kleuren en de verfijning van de uitvoering. Zoals vaak in zijn werken zijn op de voorgrond dode en levende elementen naast elkaar gerangschikt op een stenen richel. Vijf schelpen nemen hier een centrale plek in. Op de richel staat een schaal van kraakporselein boordevol vruchten. Verspreid over het schilderij zijn zo'n tien insecten te zien. Veel voorwerpen op schilderij waren erg kostbaar in de tijd dat het gemaakt werd. Dat geldt ook voor het schilderij zelf. Er werden vorstelijke sommen betaald voor dit soort stillevens.
Sommige critici zien in Fruit, schelpdieren en insecten in de eerste plaats een vanitas-stilleven, “een meditatie over het lot van de mens”. Het rottende fruit en de verwelkte bloemen kunnen dan bijvoorbeeld gezien worden als een symbool voor de vergankelijkheid van het leven, terwijl de druiven symbool staan voor het offer van Christus. Andere kenners, zoals Walter Liedke, denken dat dit soort schilderijen in de eerste plaats luxe-objecten waren voor de gegoede burgerij en dat de spirituele betekenis niet overschat moet worden. 